# Рудники Сариарки
Рудники Сариарки (тобто — «жовтого степу») — старовинні копальні, розташовані на території Центрального й Північно-Східного Казахстану. 

## Опис
Перші свідчення мідних плавок датують тут кінцем неоліту, але основні розробки припадають на середину II тис. до Р. Х., коли в Сариарці було сформовано один з найпотужніших азійських центрів з виробництва міді й олов'яних бронз. Про виняткові масштаби давніх гірничих робіт свідчать величезні обсяги добутої гірської маси, які становлять на Жезказганському родовищі близько 1 млн т, а на Кенказганському — до 800 тис. т.
До найбільш ранніх форм виробок відносять так звані «мідні ями», численні скупчення яких зафіксовані за 45 км північніше Жезказгану (з казахської мови «жезказган» — місце, де копали мідь) . Ці виробки представлені неглибокими кар'єрами, або траншеями довжиною 100–140 м, шириною 2 — 2,5 м й глибиною — до 3 м. Відкрита розробка окиснених мідних та олов'яних руд (зокрема каситериту) була характерна й для більш пізнього часу, причому кар'єри чудських копалень сягали по осях декількох сотень метрів, часом переходячи в підземні виробки.
Розкриття рудних тіл за підземної розробки проводили здебільшого штольнями, які закладали в ярах чи з бортів заздалегідь вибраних кар'єрів; використовували також вертикальні стовбури. Глибина робочих горизонтів зумовлювалася рівнем ґрунтових вод, який становив від 8 до 28 м. Підтримання гірничих виробок здійснювали за допомогою рудних ціликів, або штучних опор з великих породних блоків. Відкриті роботи вели за допомогою землерийних мотик і кайл. Скельні породи (здебільшого мідисті пісковики, іноді кварцити, сланці) руйнували важкими кам'яними молотами, кирками, а також зубилами й молотками. Археологами виявлені сотні гірничих і збагачувальних знарядь праці давніх гірників казахського степу. Цікавими особливостями копалень було маскування устя штолень і стовбурів та перекриття їх важкими плитами.
Перші письмові свідчення про рудники Сариарки належать Геродоту, який писав, що на схід від Аральського моря мешкають племена, що ведуть розробку руд на мідь, золото, срібло й інші метали. Ознаки давніх виробок стали надійними пошуковими дороговказами для геологів і гірників XIX ст., які знов «відкрили» потужні родовища поліметалів Казахстану, що успішно експлуатуються й нині.